# Старокозацький район

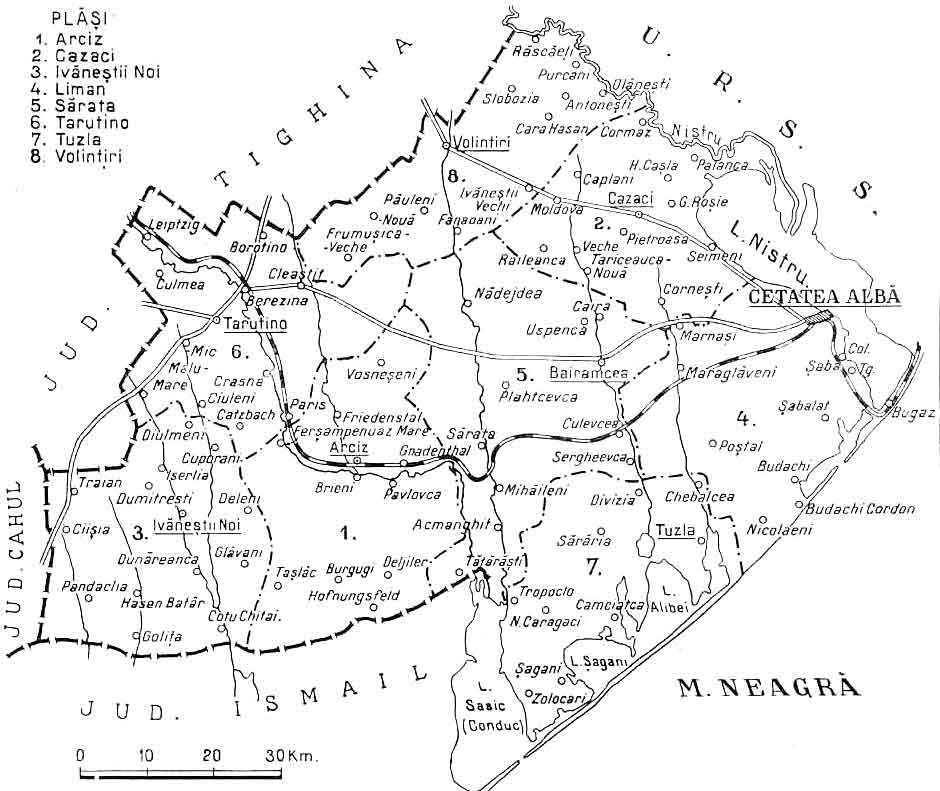
Карта жудця Четатя-Албе в 1938.

Старокозацький район — колишній район у складі Ізмаїльської та Одеської областей. Районний центр с. Старокозаче.

## Історія
Утворений у листопаді 1940 р. шляхом перейменування пласи Казачі (в жудці Четатя-Албе)  з центром у селі Старокозаче. Проведений обмін 04.11.1940 частин території з Волонтирівським районом у ході утворення Молдавської РСР(Волонтирівський район утворено з пласи Волинтирь жудеця Четатя-Албе; з листопада 1940 р. переданий до складу МРСР).
Після захоплення румунськими та німецькими військами, з 19 липня 1941 до 25 серпня 1944 року територія району перебувала під владою Румунського королівства у складі Губернаторства Бессарабія та іменувалась пласою Казачі.
14 листопада 1945 року було перейменовано 10 сіл і сільрад та 1 хутір.
Масовий голод 1945-1947 років спричинив масову смертність.
Ліквідований у 1962 р., а територія району увійшла до складу Білгород-Дністровського району Одеської області.

## Адміністративний поділ станом на 1 вересня 1946 року
- Володимирівська сільська рада
  - село Володимирівка
- Гончарівська сільська рада
  - село Андріївка
  - село Гончарівка
- Дальніченська сільська рада
  - село Дальнічень
- Забарівська сільська рада
  - село Забари
- Зеленівська сільська рада
  - село Зеленівка
- Карналіївська сільська рада
  - село Карналіївка
  - село Олександрівка
- Козацька сільська рада
  - село Козацьке
- Краснокосянська сільська рада
  - село Красна Коса
- Крутоярівська сільська рада)
  - село Крутоярівка
- Михайлівська сільська рада
  - село Михайлівка
- Новоцаричанська сільська рада
  - село Нова Царичанка
- Петрівська сільська рада
  - село Петрівка
- Південнівська сільська рада
  - село Південне)
  - хутір Новий
- Підгірненська сільська рада
  - село Підгірне
- Ройлянська сільська рада
  - село Ройлянка
- Руськоіванівська сільська рада
  - село Руськоіванівка
- Семенівська сільська рада
  - село Семенівка
- Старокозацька сільська рада
  - село Старокозаче
- Староцаричанська сільська рада
  - село Стара Царичанка
- Удобненська сільська рада
  - село Нова Одеса
  - село Удобне
- Фараонівська сільська рада
  - село Фараонівка
- Чистоводненська сільська рада
  - село Чистоводне